# Aubregrinia
Aubregrinia é um género botânico pertencente à família Sapotaceae.